# Hearts and the Highway
Hearts and the Highway er en amerikansk stumfilm fra 1915 af Wilfrid North.

## Medvirkende
- Lillian Walker som Lady Katherine.
- Darwin Karr som Sir Harry Richmond.
- Donald Hall som James II.
- L. Rogers Lytton som Lord Jeffries.
- Charles Kent som Earl.